# Martin Giesel
Martin Giesel (* 24. November 1962 in Hannover) ist ein ehemaliger deutscher Fußballprofi.

## Laufbahn
Als Siebzehnjähriger begann Giesel seine Profikarriere in der 2. Bundesliga, beim SV Arminia Hannover, der jedoch in jenem Jahr in die Oberliga Nord abstieg. 1983 wechselte er zu Hannover 96 und konnte sich dort als Stammspieler etablieren. Der Mittelfeldspieler hatte durch konstant gute Leistungen maßgeblichen Anteil am überraschenden Aufstieg der Hannoveraner 1985 in die 1. Bundesliga. Die 96er stiegen allerdings gleich wieder ab, schafften aber in der Saison 1986/87 den sofortigen Wiederaufstieg. Giesel ging jedoch zum FC Schalke 04. Anfangs kam er dort gut zurecht, doch dann folgte eine schwere Verletzung. Giesels Verletzung erwies sich als so schlimm, dass er nach der Saison 1988/89, er blieb dort ohne Einsatz, das Handtuch warf und einen Antrag auf Sportinvalidität stellte. Seine Karriere als Profispieler war somit beendet. Fünf Jahre nach der schweren Verletzung hatte sich Giesels Gesundheitszustand wieder soweit verbessert, dass er sogar eine Saison für den VfL Osnabrück in der Regionalliga Nord spielen konnte. Seine aktive Spielerlaufbahn beendete er dann in seiner Heimatstadt, beim Hannoverschen SC.
Giesel kam auf 99 Zweit- und 45 Erstligaeinsätze. Heute arbeitet er als Versicherungskaufmann und ist als Trainer im Amateurbereich tätig.
Er ist der Sohn des hannoverschen Fotografen Joachim Giesel.

### Erfolge
- 1985 Aufstieg mit Hannover 96 in die 1. Bundesliga
- 1987 Aufstieg mit Hannover 96 in die 1. Bundesliga und gleichzeitig Meister der 2. Bundesliga
- 1995 Deutscher Amateurmeister